# Gréning
Gréning é uma comuna francesa na região administrativa de Grande Leste, no departamento de Mosela. Estende-se por uma área de 2,78 km². Em 2010 a comuna tinha 125 habitantes (densidade: 45 hab./km²).